# Epomops franqueti
Epomops franqueti là một loài động vật có vú trong họ Dơi quạ, bộ Dơi. Loài này được Tomes mô tả năm 1860.

## Hình ảnh

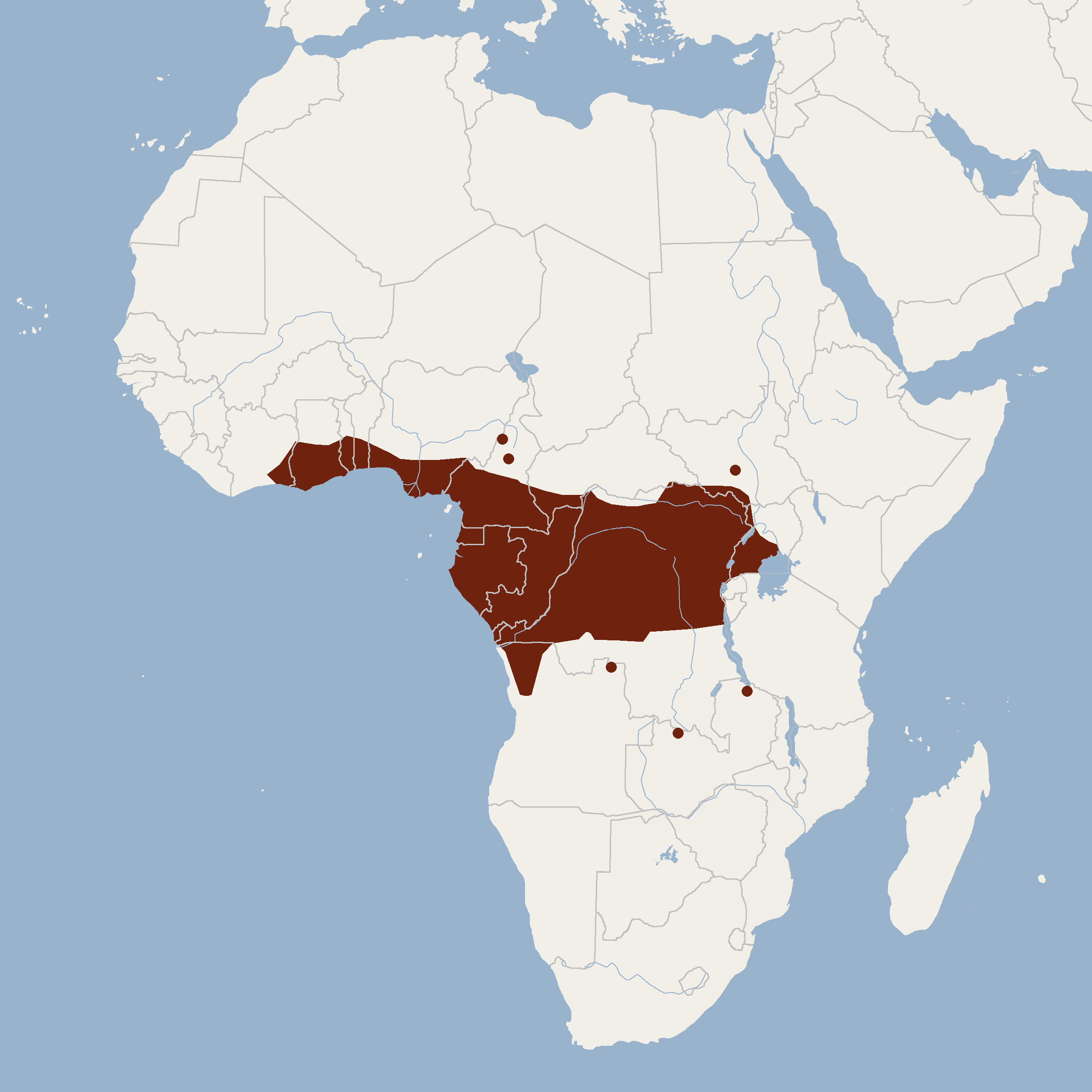